# Crane Hotel Faralda

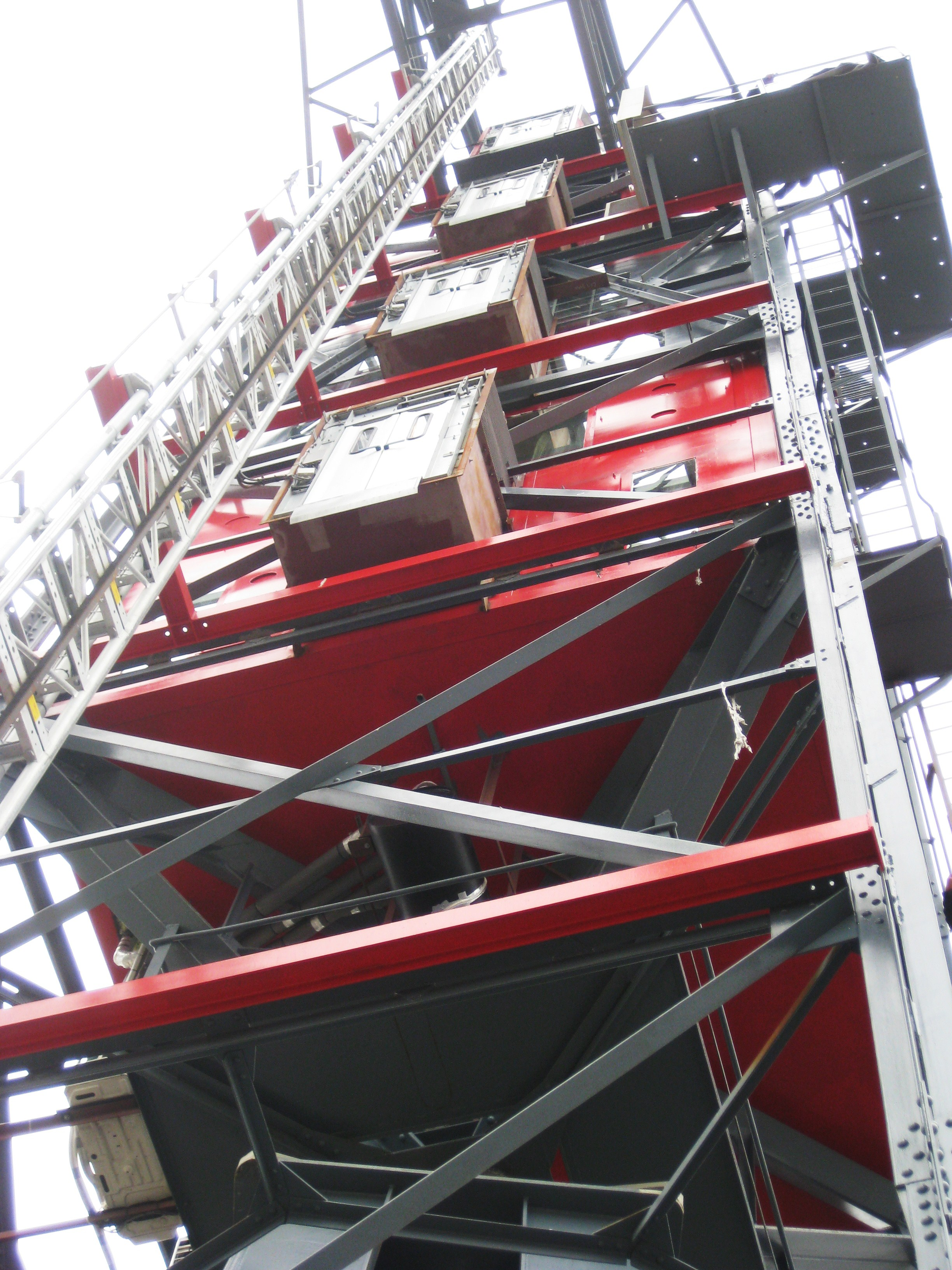
As suítes do hotel

Crane Hotel Faralda é um hotel localizado na estrutura de um guindaste fixado no estaleiro NDSM, em Amsterdã, na Holanda.

## Estrutura do hotel
O hotel é composto por apenas três suítes instaladas na coluna mestre do guindaste a uma altura média de 50 metros em relação ao piso do estaleiro. Além da visão panorâmica de cada suíte, os hóspedes podem pular de bungee jumping a partir do topo do guindaste.

## História
O hotel foi inaugurado em abril de 2014 após o restauro de um dos guindastes do estaleiro. O guindaste n° 13, usado para o hotel, foi instalado na década de 1950 e aposentado de seus operações na década de 1980.

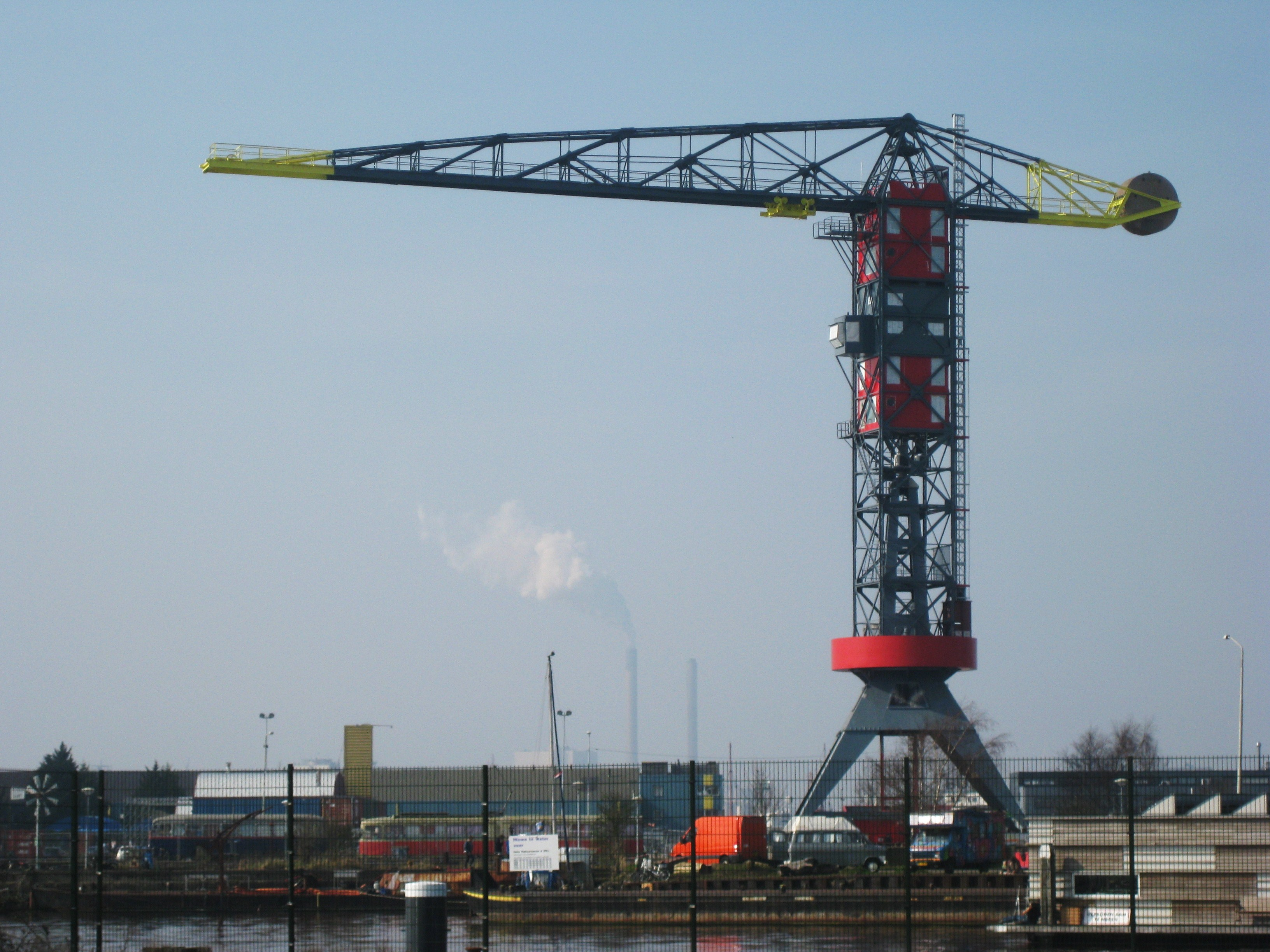
Crane Hotel Faralda ou o hotel guindaste